# Sidi Mahdjoub
Sidi Mahdjoub là một đô thị thuộc tỉnh Médéa, Algérie. Dân số thời điểm năm 2002 là 7.596 người.